# حدود العالم
حُدود العالم من المشرق الی المغرب، کتاب فارسی جغرافیا، متعلق به سدهٔ ۴ ه‍. ق (۳۷۲ ه‍. ق برابر با ۳۶۱ ه‍.ش / ۹۸۲ م) است که بیش از ۵ قرن قبل از کریستف کلمب، زمین را کروی دانسته‌است.

## مؤلف
برخی آن را به ابویوسف پیشاوری نسبت داده‌اند. به گفتهٔ ولادیمیر مینورسکی، ممکن است توسط شخصی به نام «اشعیا ابن فریغون» به امیر «ابوحارث محمد ابن فریغونی»، از حکم‌رانان سرزمین گوزگان در شمال خراسان (افغانستان امروزی)، اهدا شده باشد.

## نسخهٔ امروزی
این نسخه در سال ۱۸۹۲ م. یافت شده که به وسیلهٔ کاتبی به نام «ابوالمؤید عبدالقیوم بن الحسین بن علی الفارسی» در سال ۱۲۵۷ م. از روی نسخه‌های قدیمی‌تر رونویسی شده‌است. این نسخه شامل ۷۸ صفحه است؛ در ابعاد ۲۸ در ۱۸ سانتی‌متر که هر صفحه ۲۳ سطر دارد.

## چاپهای فارسی
نخستین بار سید جلال‌الدین تهرانی در پایان تقویم سال ۱۳۱۴ شمسی آن را به چاپ رساند.
حدود العالم را منوچهر ستوده در تهران به چاپ رساند. ترجمه و شرح کتاب را ولادیمیر مینورسکی به انگلیسی منتشر کرد.

## اهمیت
- بخش‌هایی از رساله جغرافیایی آن که حاشیه‌های جهان اسلام را توصیف می‌کند، دارای بیشترین اهمیت تاریخی هستند.
- شامل توصیفات اولیه مهم از مردم ترک در آسیای مرکزی است که در مبحث پان ترکیسم به کار می‌آید.
- زبان و سبک قدیم فارسی آن قابل توجه است و به بررسی تکامل تاریخی زبان فارسی کمک می‌کند.
- این کتاب در ۹۸۲ میلادی، زمین را کروی می‌داند که دو قطب شمال و جنوب دارد.[۱] از خلیج فارس نام می‌برد[۲] و نیز نظریه ابوریحان بیرونی را مبنی بر وجود قاره آمریکا عنوان می‌کند.
- از دریاچه پریشان به عنوان دریای ارزن (شاید به خاطر دشت ارژن) نام می‌برد و آن را منبع ماهی شهر شیراز می‌خواند.[۳]